# 東閉伊郡

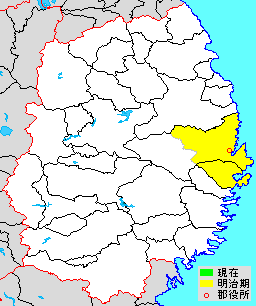
岩手県東閉伊郡の範囲

東閉伊郡（ひがしへいぐん）は、岩手県にあった郡。

## 郡域
明治12年（1879年）に行政区画として発足した当時の郡域は、下記の区域にあたる。
- 下閉伊郡山田町の全域
- 宮古市の大部分（夏屋・箱石・川井・江繋・小国以西を除く）

## 歴史

### 郡発足までの沿革
- 幕末時点では陸奥国に所属し、全域が盛岡藩領であった。「旧高旧領取調帳」に記載されている、閉伊郡のうち後の本郡域の明治初年時点での村は以下の通り。（43村）

船越村、織笠村、轟木村、下山田村、上山田村、飯岡村、大沢村、宮古村、浦鍬ヶ崎村、崎鍬ヶ崎村、崎山村、山口村、千徳村、近内村、田代村（現・宮古市田代）、根市村、花原市村、蟇目村、刈屋村、和井内村、茂市村、腹帯村、田老村、乙部村、摂待村、末前村、磯鶏村、高浜村、金浜村、赤前村、重茂村、音部村、小山田村、松山村、八木沢村、津軽石村、荒川村、石峠村、豊間根村、田鎖村、老木村、花輪村、長沢村
- 明治元年12月7日（1869年1月19日）
  - 陸奥国の分割により、陸中国の所属となる。
  - 盛岡藩が戊辰戦争後の処分により、領地を没収される。後の東閉伊郡3村（荒川村、石峠村、豊間根村）が信濃松本藩取締地となり、花巻県を称する[2]。後の東閉伊郡40村が信濃松代藩取締地となり、盛岡県（第1次）を称する[2]。
- 明治2年
  - 8月7日（1869年9月12日） - 盛岡県（第1次）の区域をもって江刺県を設置。
  - 8月18日（1869年9月23日） - 花巻県が江刺県に編入。
- 明治4年11月2日（1871年12月13日） - 第1次府県統合により盛岡県（第3次）の管轄となる。
- 明治5年1月8日（1872年2月16日） - 盛岡県（第3次）が岩手県に改称。
- 明治9年（1876年）（41村）
  - 下山田村・上山田村が合併して山田村となる。
  - 轟木村が織笠村に合併。
- 明治11年（1878年）11月26日 - 郡区町村編制法の岩手県での施行により、行政区画としての閉伊郡が発足。

### 郡発足以降の沿革

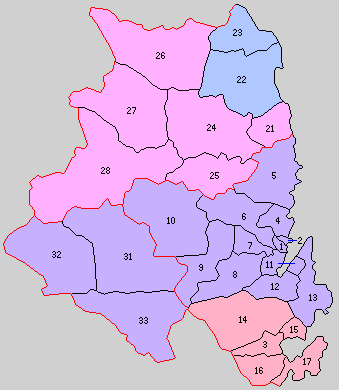
1.宮古町 2.鍬ヶ崎町 3.山田町 4.崎山村 5.田老村 6.山口村 7.千徳村 8.花輪村 9.茂市村 10.刈屋村 11.磯鶏村 12.津軽石村 13.重茂村 14.豊間根村 15.大沢村 16.織笠村 17.船越村（紫：宮古市 赤：下閉伊郡山田町 21 - 28は北閉伊郡 31 - 33は中閉伊郡）

- 明治12年（1879年）1月4日 - 閉伊郡が分割し、宮古村ほか41村の区域をもって東閉伊郡が発足。郡役所が宮古村に設置。
- 明治22年（1889年）4月1日 - 町村制の施行により、以下の町村が発足。特記以外は全域が現・宮古市。（3町14村）

  - 宮古町 ← 宮古村（単独町制）
  - 鍬ヶ崎町 ← 浦鍬ヶ崎村（単独町制）
  - 山田町 ← 山田村、飯岡村（現・下閉伊郡山田町）
  - 崎山村 ← 崎山村、崎鍬ヶ崎村
  - 田老村 ← 田老村、乙部村、末前村、摂待村
  - 山口村 ← 山口村、田代村、近内村
  - 千徳村 ← 千徳村、花原市村、根市村
  - 花輪村 ← 花輪村、田鎖村、長沢村、松山村、老木村
  - 茂市村 ← 茂市村、腹帯村、蟇目村
  - 刈屋村 ← 刈屋村、和井内村
  - 磯鶏村 ← 磯鶏村、小山田村、金浜村、高浜村、八木沢村
  - 津軽石村 ← 津軽石村、赤前村
  - 重茂村 ← 重茂村、音部村
  - 豊間根村 ← 豊間根村、荒川村、石峠村（現・下閉伊郡山田町）
  - 大沢村、織笠村、船越村 （それぞれ単独村制。現・下閉伊郡山田町）
- 明治30年（1897年）4月1日 - 郡制の施行により、東閉伊郡・北閉伊郡・中閉伊郡の区域をもって下閉伊郡が発足。同日東閉伊郡廃止。

### 変遷表
| 明治以前   | 明治初年 - 明治11年 | 明治12年 1月4日 東閉伊郡発足 | 明治22年 4月1日 町村制施行 | 明治29年 4月1日 下閉伊郡発足 | 現在   |
| ---------- | ------------------- | ---------------------------- | -------------------------- | ---------------------------- | ------ |
| 宮古村     | 宮古村              | 宮古村                       | 宮古町                     | 下閉伊郡 宮古町              | 宮古市 |
| 浦鍬ヶ崎村 | 浦鍬ヶ崎村          | 浦鍬ヶ崎村                   | 鍬ヶ崎町                   | 下閉伊郡 鍬ヶ崎町            | 宮古市 |
| 千徳村     | 千徳村              | 千徳村                       | 磯鶏村                     | 下閉伊郡 磯鶏村              | 宮古市 |
| 花原市村   | 花原市村            | 花原市村                     | 磯鶏村                     | 下閉伊郡 磯鶏村              | 宮古市 |
| 根市村     | 根市村              | 根市村                       | 磯鶏村                     | 下閉伊郡 磯鶏村              | 宮古市 |
| 磯鶏村     | 磯鶏村              | 磯鶏村                       | 千徳村                     | 下閉伊郡 千徳村              | 宮古市 |
| 小山田村   | 小山田村            | 小山田村                     | 千徳村                     | 下閉伊郡 千徳村              | 宮古市 |
| 金浜村     | 金浜村              | 金浜村                       | 千徳村                     | 下閉伊郡 千徳村              | 宮古市 |
| 高浜村     | 高浜村              | 高浜村                       | 千徳村                     | 下閉伊郡 千徳村              | 宮古市 |
| 八木沢村   | 八木沢村            | 八木沢村                     | 千徳村                     | 下閉伊郡 千徳村              | 宮古市 |
| 山口村     | 山口村              | 山口村                       | 山口村                     | 下閉伊郡 山口村              | 宮古市 |
| 田代村     | 田代村              | 田代村                       | 山口村                     | 下閉伊郡 山口村              | 宮古市 |
| 近内村     | 近内村              | 近内村                       | 山口村                     | 下閉伊郡 山口村              | 宮古市 |
| 重茂村     | 重茂村              | 重茂村                       | 崎山村                     | 下閉伊郡 崎山村              | 宮古市 |
| 音部村     | 音部村              | 音部村                       | 崎山村                     | 下閉伊郡 崎山村              | 宮古市 |
| 崎山村     | 崎山村              | 崎山村                       | 重茂村                     | 下閉伊郡 重茂村              | 宮古市 |
| 崎鍬ヶ崎村 | 崎鍬ヶ崎村          | 崎鍬ヶ崎村                   | 重茂村                     | 下閉伊郡 重茂村              | 宮古市 |
| 津軽石村   | 津軽石村            | 津軽石村                     | 津軽石村                   | 下閉伊郡 津軽石村            | 宮古市 |
| 赤前村     | 赤前村              | 赤前村                       | 津軽石村                   | 下閉伊郡 津軽石村            | 宮古市 |
| 花輪村     | 花輪村              | 花輪村                       | 花輪村                     | 下閉伊郡 花輪村              | 宮古市 |
| 田鎖村     | 田鎖村              | 田鎖村                       | 花輪村                     | 下閉伊郡 花輪村              | 宮古市 |
| 長沢村     | 長沢村              | 長沢村                       | 花輪村                     | 下閉伊郡 花輪村              | 宮古市 |
| 松山村     | 松山村              | 松山村                       | 花輪村                     | 下閉伊郡 花輪村              | 宮古市 |
| 老木村     | 老木村              | 老木村                       | 花輪村                     | 下閉伊郡 花輪村              | 宮古市 |
| 田老村     | 田老村              | 田老村                       | 田老村                     | 下閉伊郡 田老村              | 宮古市 |
| 乙部村     | 乙部村              | 乙部村                       | 田老村                     | 下閉伊郡 田老村              | 宮古市 |
| 末前村     | 末前村              | 末前村                       | 田老村                     | 下閉伊郡 田老村              | 宮古市 |
| 摂待村     | 摂待村              | 摂待村                       | 田老村                     | 下閉伊郡 田老村              | 宮古市 |
| 茂市村     | 茂市村              | 茂市村                       | 茂市村                     | 下閉伊郡 茂市村              | 宮古市 |
| 腹帯村     | 腹帯村              | 腹帯村                       | 茂市村                     | 下閉伊郡 茂市村              | 宮古市 |
| 蟇目村     | 蟇目村              | 蟇目村                       | 茂市村                     | 下閉伊郡 茂市村              | 宮古市 |
| 刈屋村     | 刈屋村              | 刈屋村                       | 刈屋村                     | 下閉伊郡 刈屋村              | 宮古市 |
| 和井内村   | 和井内村            | 和井内村                     | 刈屋村                     | 下閉伊郡 刈屋村              | 宮古市 |
| 上山田村   | 明治9年 山田村      | 山田村                       | 山田町                     | 下閉伊郡 山田町              | 山田町 |
| 下山田村   | 明治9年 山田村      | 山田村                       | 山田町                     | 下閉伊郡 山田町              | 山田町 |
| 飯岡村     | 飯岡村              | 飯岡村                       | 山田町                     | 下閉伊郡 山田町              | 山田町 |
| 大沢村     | 大沢村              | 大沢村                       | 大沢村                     | 下閉伊郡 大沢村              | 山田町 |
| 織笠村     | 明治9年 織笠村      | 織笠村                       | 織笠村                     | 下閉伊郡 織笠村              | 山田町 |
| 轟木村     | 明治9年 織笠村      | 織笠村                       | 織笠村                     | 下閉伊郡 織笠村              | 山田町 |
| 豊間根村   | 豊間根村            | 豊間根村                     | 豊間根村                   | 下閉伊郡 豊間根村            | 山田町 |
| 荒川村     | 荒川村              | 荒川村                       | 豊間根村                   | 下閉伊郡 豊間根村            | 山田町 |
| 石峠村     | 石峠村              | 石峠村                       | 豊間根村                   | 下閉伊郡 豊間根村            | 山田町 |
| 船越村     | 船越村              | 船越村                       | 船越村                     | 下閉伊郡 船越村              | 山田町 |